# Dominick Napolitano

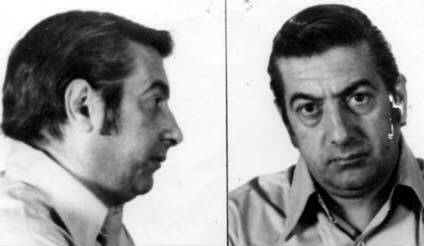
Polizeifoto von Dominick Napolitano

Dominick Napolitano (* 16. Juni 1930; † 17. August 1981), alias Sonny Black, war ein italo-amerikanischer Mobster der La Cosa Nostra in New York City. In der Bonanno-Familie hatte er die Stellung eines Caporegime. Zum Verhängnis wurde ihm die Bekanntschaft mit dem FBI-Agenten Joseph Pistone, der als „Donnie Brasco“ undercover in der Mafia ermittelte, um deren Strukturen aufzudecken. Die Vorgänge wurden 1997 im Film Donnie Brasco dargestellt.

## Leben
Napolitanos Großeltern waren Auswanderer aus Neapel. Er war blond und seine Haare färbten sich in seinen Vierzigern weiß. Da er diese schwarz färbte, bekam er den Spitznamen „Sonny Black“.
Er war ein enger Freund des späteren Bonanno-Bosses Joseph Massino und des inhaftierten Bosses Philip Rastelli. Sein Cousin Carmine Napolitano (20. Mai 1943 – 15. Februar 1999) war ebenfalls in der Mafia aktiv.
Er hatte zwei Söhne, Peter und Aniello.
Napolitano war in seiner aktiven Zeit in New York und Florida tätig. Gegenüber dem FBI-Agenten Pistone sagte er einmal:

“The whole thing is how strong you are and how much power you got and how fucking mean you are — that's what makes you rise in the mob. Every day's a fucking struggle, because you don't know who's looking to knock you off, especially when you become a captain or boss. Every day, somebody's looking to dispose of you and take your position. You always got to be on your toes. Every fucking day is a scam day to keep your power and position.”

„Es geht nur darum, wie stark du bist, wie viel Macht du hast und wie verdammt mies du bist – das hilft dir beim Aufstieg in der Mafia. Jeder Tag ist ein verdammter Kampf, denn du weißt nie, wer dich weghauen will, besonders wenn du Captain (gemeint ist Caporegime) oder Boss bist. Jeden Tag will dich jemand loswerden und deine Position einnehmen. Du musst jeden Tag auf der Hut sein, jeder verdammte Tag ist eine Herausforderung.“

### Aufstieg
1973 wurde Napolitano „Soldato“ bei Michael Sabella, welcher der Mafiafamilie Bonanno angehörte. Er diente sich hoch, nahm an der Ermordung des mächtigen Carmine „The Cigar“ Galante teil und wurde zum Dank zum Capo befördert. Sabella wurde zu seinem Untergebenen.
Er wurde enger Vertrauter von Phillip „Rusty“ Rastelli, innerhalb der Familie entbrannte ein Machtkampf zwischen den Anhängern Rastellis, denen in den USA geborene angehörten, und den sogenannten Zips, sizilianischen Einwanderern um Alphonse „Sonny Red“ Indelicato.
Napolitano und Joseph Massino standen loyal zu Rastelli. 1981 hatte der Capo Joseph Massino von Informanten gehört, dass sich die Capos Alphonse Indelicato, Dominic „Big Trin“ Trincera und Philip „Phil Lucky“ Giaccone automatische Waffen besorgt hatten. Dies erregte den Verdacht, sie wollten die Rastelli-Anhänger beseitigen und die Macht an sich reißen. Massino wandte sich an den Boss der Colombo-Familie Carmine „Junior“ Persico und den Boss der Gambino-Familie Paul Castellano, um diese um Rat zu fragen. Diese forderten ihn auf, unverzüglich zu handeln. Massino und Dominic Napolitano wandten sich an die „Commission“, die oberste Instanz der US-amerikanischen Mafia, um eine Genehmigung zur Ermordung der Verschwörer einzuholen. Dies war unbedingt erforderlich, wenn man Vollmitglieder der Mafia ermorden wollte. Die „Commission“ segnete das Vorhaben ab.
Massino und Napolitano luden die drei Verschwörer zu einem Treffen ein, um die Zukunft der Familie zu besprechen. Als diese am 5. Mai 1981 zusammen mit Frank Lino erschienen, sprangen Sal Vitale, Vito Rizzuto und Napolitano mit Pistolen und Schrotflinten aus einem Schrank hervor und eröffneten das Feuer. Lino konnte entkommen. Indelicatos Sohn Anthony „Bruno“ Indelicato war auch eingeladen worden, aber er blieb dem Treffen fern. Der Mordanschlag wurde in der Presse als „Three Capos Murder“ bezeichnet.
Napolitano betrieb einen Tennisclub, einen Nachtclub und ein illegales Kasino. Napolitano musste als Chef einer Crew Geld verdienen und beging dazu regelmäßig folgende Delikte: Einbruchdiebstahl, Raub, räuberische Erpressung, Bankraub, Raubüberfälle auf Trucks, Kreditwuchergeschäft, Buchmacherei, illegales Glücksspiel, Drogenhandel. Seine Crew war eine der erfolgreichsten der Bonannos. Zu seiner Crew gehörten: Benjamin „Lefty“ Ruggiero, Nicholas Santora, Louis Attanasio, John Cersani, Jerome Asaro, Sandro Asaro, John Faraci, Daniel Mangelli, Robert Lino, Frank Lino, Richard Riccardi, Joseph Grimaldi, Nicholas Accardi, Peter Rosa, Patrick DeFillipo, Michael Mancuso, Vito Grimaldi, Anthony Urso, James Tartaglione, Joseph Cammarano, John Zancocchio, Edward Barberra, Frankie Fish, Bobby Badheart, Bobby Smash und der ehemalige Capo Michael Sabella, Joseph Puma, Steven Maruca, Salvatore Farrugia, Anthony Pesiri, Antonio Tomasulo, Anthony Rabito, Raymond Wean, Frank DiStefano, Salvatore D’Ottavio, James Episcopa und der Undercoveragent „Donnie Brasco“.

### Reputation
Napolitano war ein gefürchteter Killer, der innerhalb seines Teams einen guten und loyalen Ruf hatte, weil er sich immer vor seine „Mitarbeiter“ gestellt haben soll. Pistone beschreibt ihn als disziplinierten Mann, der in der Öffentlichkeit gute Manieren an den Tag legte und bei dem man gelegentlich vergessen konnte, dass er ein Berufsverbrecher war.

### Operation Donnie Brasco
Joseph Pistone gelang es, ein Assoziierter im Umfeld von Napolitanos Crew zu werden und er entwickelte eine enge Freundschaft zu diesem und Ruggiero. Napolitano achtete ihn so sehr, dass er ihn zum Vollmitglied (us.-engl. Made Man) der Mafia machen wollte. Damit wäre Pistone der erste Undercoveragent gewesen, der so weit in die Mafiahierarchie eingedrungen wäre.
Allerdings gehörte – neben der rein italienischen Abstammung, die Pistone hatte – auch das Begehen eines Auftragsmordes zu den Aufnahmebedingungen. Als FBI-Agent war eine solche Tat für Pistone natürlich nicht möglich.
Napolitano forderte von Pistone zunächst, den Gangster Phillip Giaccone während seines Aufenthaltes in Florida zu ermorden. Dieser Auftrag wurde storniert und stattdessen sollte Pistone nun Indelicatos Sohn Bruno töten.
Pistone konnte nun aber auch nicht den Mordbefehl verweigern und das FBI fürchtete deshalb nun um das Leben von Pistone selbst, brach den Einsatz ab und Pistone (alias „Brasco“) tauchte am 26. Juli 1981 unter. Anschließend informierten FBI-Agenten Napolitano zwei Tage später über Pistones wahre Identität.
Die Umstände wurden 1997 in dem Film Donnie Brasco dargestellt.

### Tod
Das Einbringen eines FBI-Agenten bedeutete für Napolitano letztendlich das Todesurteil. Dabei spielte auch sein vorgebliches Unwissen keine Rolle. Er wurde zu einem Treffen des Bonanno-Assoziierten Ron Filocomo in den Flatlands von Brooklyn bestellt. Er muss geahnt haben, dass er getötet werden würde, und gab einem befreundeten Barkeeper seinen Schmuck und den Schlüssel zu seinem Apartment mit der Bitte, er möge sich um seine Tauben kümmern.
Der Bonanno-Capo Frank Lino und Steven Cannone fuhren Napolitano zu dem Haus Filocomos. Dort wurde er die Treppe zum Keller heruntergestoßen und man schoss zweimal auf ihn. Nach dem ersten Schuss soll er gesagt haben, „schieß nochmal auf mich und mach es diesmal gut“.
Seiner Freundin Judy soll er vor seiner Ermordung gesagt haben, dass er keine Wut auf Pistone habe, dieser hätte „auch nur seinen Job gemacht“.
Am 12. August 1982 fand die Polizei eine verweste Leiche, deren Hände abgehackt worden waren. Anhand von zahnmedizinischen Untersuchungen wurde die Identität Napolitanos festgestellt. Allerdings kamen später Zweifel an der Untersuchung auf.
2003 wurde Joseph Massino verhaftet und es wurde gegen ihn Mordanklage im Fall Napolitanos erhoben. 2006 sagten Frank Lino und Frank Coppa detailliert zu der Ermordung Napolitanos aus.
Dominic „Sonny Black“ Napolitano wurde auf dem Calvary Cemetery (Queens) bestattet.

## Darstellung in der Kunst
Im Film Donnie Brasco wird „Sonny Black“ von Michael Madsen dargestellt. Der Film hält sich eng an die Berichte des echten „Donnie Brasco“. Allerdings nimmt er sich einige künstlerischen Freiheiten heraus: Der Film suggeriert, dass Lefty ermordet werden wird und seinen Schmuck zurücklässt, in Wirklichkeit überlebte „Lefty“ und Napolitano wurde ermordet.
Der deutsche Rapper Bushido benutzte „Sonny Black“ als Pseudonym und benannte auch sein zwölftes Album danach.

## Bibliographie
- Simon Crittle: The Last Godfather: The Rise and Fall of Joey Massino. Berkley 2006, ISBN 0-425-20939-3.
- Anthony DeStefano: The Last Godfather: Joey Massino & the Fall of the Bonanno Crime Family. Citadel, California 2006.
- James Morton: East End Gangland & Gangland International Omnibus, Kapitel Florida.
- Joseph Pistone: Donnie Brasco: My Undercover Life in the Mafia. Random House Value Publishing, 1990, ISBN 5-552-53129-9.
- Joseph D. Pistone, Charles Brandt: Donnie Brasco: Unfinished Business. Running Press 2007, ISBN 978-0-7624-2707-9.
- Selwyn Raab: Five Families: The Rise, Decline, and Resurgence of America’s Most Powerful Mafia Empires. St. Martin Press, New York 2005, ISBN 0-312-30094-8.